# Gepen
Gepen (Belonidae) vormen een familie van vissen binnen de orde van Geepachtigen (Beloniformes). Ze worden voornamelijk aangetroffen in ondiep zeewater of aan het oppervlak van de open zee. Sommige geslachten kennen soorten die in brak en zoet water leven. De gepen lijken op vissen uit de familie Lepisosteidae, vanwege het langgerekte lijf en lange, smalle kaken met scherpe tanden.

## Gedrag
Alle gepen voeden zich voornamelijk met kleinere vissen, die ze vangen met een zijwaartse zwiep van de kop. Sommige soorten eten ook plankton, zwemmende kreeftachtigen en kleine inktvissen. De zoetwatersoorten zijn ook roofvissen, waarbij Aziatische soorten alleen kreeftachtigen eten.
Gepen komen voornamelijk voor in tropische gebieden, maar sommige kunnen ook in gematigde wateren worden aangetroffen, met name gedurende de zomermaanden. De geep die 's zomers langs de kusten van de Lage Landen voorkomt (Belone belone) is een typisch Noord-Atlantische soort die vaak wordt aangetroffen in de buurt van scholen makrelen. Deze vis is gemiddeld 45 centimeter.

## Aquarium
Sommige soorten gepen worden als aquariumvis gehouden. Een voorbeeld is Xenentodon cancila uit Zuidoost-Azië. Dit is een relatief kleine soort die niet langer dan 30 tot 40 centimeter wordt.

## Geslachten
- Ablennes Jordan and Fordice, 1887
- Belone Cuvier, 1816
- Belonion Collette, 1966
- Petalichthys Regan, 1904
- Platybelone Fowler, 1919
- Potamorrhaphis Günther, 1866
- Pseudotylosurus Fernández-Yépez, 1948
- Strongylura van Hasselt, 1824
- Tylosurus Cocco, 1833
- Xenentodon Regan, 1911